# Belgisch-Luxemburgische Wirtschaftsunion
Die Belgisch-Luxemburgische Wirtschaftsunion (französisch Union économique belgo-luxembourgeoise, kurz UEBL) besteht seit 1922. Der diesbezügliche Vertrag wurde am 25. Juli 1921 in Brüssel von Belgien und Luxemburg unterschrieben und trat am 22. Dezember 1922 in Kraft. Ziel der Union ist die wirtschaftliche Zusammenarbeit der beiden Länder. Inhalt des Vertrages sind größtenteils gemeinsame Akzisen und die Belgisch-Luxemburgische Währungsassoziation (bis zur Einführung des Euro 2002).

## Geschichte
Obwohl sich die Bevölkerung Luxemburgs im Referendum vom 28. September 1919 mit einer Mehrheit von über 60 % für einen wirtschaftlichen Anschluss an Frankreich ausgesprochen hatte, kam es zwei Jahre später zur Unterzeichnung des Vertrags zur Union Economique Belgo-Luxembourgeoise zwischen Luxemburg und Belgien, da sich Frankreich gegen eine wirtschaftliche Verbindung mit Luxemburg stellte. Die UEBL wurde zu einem Vorläufer der Benelux-Wirtschaftsunion.
Laut dem Historiker Charles Barthel war Luxemburg zur Vertragsunterzeichnung genötigt, wohl aus wirtschaftlichen Abhängigkeiten heraus.
Der Vertrag wurde 1972, 1982, 1992, 2002 und 2012 erneuert.